# Heinrich Bonnenberg

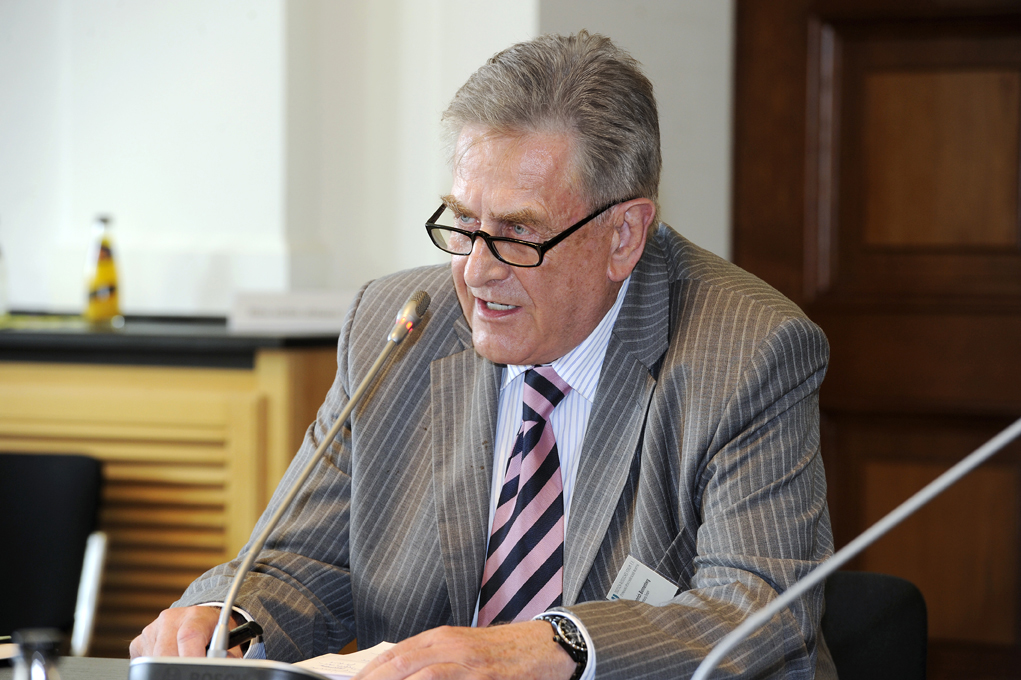
Heinrich Bonnenberg (2010)

Johann Heinrich Bonnenberg (* 20. April 1938 in Hamm; † 2. April 2023) war ein deutscher Energie- und Umweltingenieur, der bundeseigene Unternehmen geführt hat.

## Leben
Bonnenbergs Vater stammt aus Köln, seine Mutter aus Neuhütte bei Dillenburg. Sein Großvater mütterlicherseits ist Gustav Jung.
Mit einem Zwischensemester an der TH Berlin studierte Bonnenberg an der RWTH Aachen Physik. Dort wurde er 1959 im Corps Borussia Breslau zu Köln und Aachen aktiv. Er spezialisierte sich auf die friedliche Nutzung der Kernenergie. Mit einer Diplomarbeit bei Heinrich Mandel in Aachen erhielt er den Abschluss als Dipl.-Physiker. Mit einer Doktorarbeit bei Rudolf Schulten wurde er in Aachen zum Dr.-Ing. promoviert. Ab 1968 arbeitete er bei der Kernforschungsanlage Jülich, zuletzt 1970 als Leiter der Arbeitsgruppe Systemanalyse am Institut für Reaktorentwicklung und als einer der beiden Stellvertreter des Institutsleiters Rudolf Schulten. Von 1971 bis 1992 war er Mitbegründer und Geschäftsführender Mitgesellschafter einiger mittelständischer Beratungsunternehmen für Kraftwerkstechnik und Umwelttechnik. B+D Bonnenberg & Drescher Ingenieurgesellschaft mbH (heute Bonnenberg & Drescher GmbH) in Aldenhoven führte in den 1970er Jahren einschlägige Untersuchungen zur Reaktorsicherheit im Auftrag von Bundesministerien durch. Von 1975 bis 1977 unterstützte er Nuclebrás in Rio de Janeiro bei der Planung eines Zentrums für die Wiederaufarbeitung von Kernbrennstoff. Das Projekt wurde nicht verwirklicht.

### Neue Länder
Nach der Deutschen Wiedervereinigung kam Bonnenberg zur Treuhandanstalt in Berlin. Als Direktor mit Generalvollmacht für Umweltschutz und Altlasten war er bis 1994 befasst mit der Haftung für schadstoffbelastete Böden und Grundwasser; sie spielte eine wichtige Rolle in den Privatisierungsverträgen der bundeseigenen Unternehmen, die in den Neuen Ländern aus den Volkseigenen Betrieben hervorgegangen waren. Bonnenberg setzte die an der späteren Nutzung orientierte und deshalb kostengünstige Sanierung von Boden und Grundwasser durch. Dieses Konzept fand seinen Niederschlag im Bundes-Bodenschutzgesetz (BBodSchG) von 1999. Im Rahmen der Altlastenproblematik verantwortete er bei vielen dieser Unternehmen auch Gebäudeabriss und Anlagenrückbau des überalterten Kapitalstocks mit der zugehörigen Abfallentsorgung. Das lag auch im Sinne eines arbeitsmarktpolitischen Beschäftigungsprogramms, das vorrangig von der Bundesanstalt für Arbeit bezahlt wurde. Bonnenberg förderte die Bereitstellung von Ausbildungsplätzen für Lehrlinge in Ostdeutschland. Von 1995 bis 1999 gehörte er zur Geschäftsführung der bundeseigenen BMGB Beteiligungs-Management-Gesellschaft Berlin, einer der drei Nachfolgegesellschaften der Treuhandanstalt. Seit 1999 war er Geschäftsführer der VERBO Industrie-Beratung GmbH, die deutsche Unternehmen bei ihren Vorhaben in Osteuropa unterstützt.
Bonnenberg war Aufsichtsratsvorsitzender der GVV Gesellschaft zur Verwahrung und Verwertung stillgelegter Bergwerksbetriebe, heute fusioniert mit LMBV Mitteldeutschen Bergbau-Verwaltungsgesellschaft (1995–2002), der EWN Entsorgungswerke für Nuklearanlagen in seiner früheren Firmierung Energiewerke Nord (1995–2008) und der LMBV Lausitzer und Mitteldeutschen Bergbau-Verwaltungsgesellschaft (1995–2009). Die Unternehmen sind bundeseigene Projektgesellschaften der Verwertung, der Rekultivierung und des Anlagenrückbaus stillgelegter Betriebe in den Neuen Ländern.

### Kernenergie
Bonnenberg engagiert sich für die Nutzung der Kernenergie und verlangt Kernreaktoren, die einem geschlossenen Sicherheitskonzept von der Uran-Anreicherung über das Kernkraftwerk bis zum Endlager genügen. Bonnenberg identifizierte das Brennelement als bestimmenden Faktor für ein geschlossenes Sicherheitskonzept.

### Osteuropa
Bonnenberg war von 1997 bis 2003 deutscher Co-Vorsitzender des Runden Tischs „Privatisierung“ der Bundesregierung beim ukrainischen Parlament Werchowna Rada in Kiew, unter Teilnahme des ukrainischen Präsidialamts, der ukrainischen Regierung und des ukrainischen Staatsvermögensfonds. Der Runde Tisch ging auf die Initiative von Bonnenberg zurück und war der erste Runde Tisch der Politik in der Ukraine. Seit 2009 war er Promotor der Parole EUROPA ist MEHR als EU in öffentlichen Dialogen mit Vorträgen in Deutschland und Russland. Er schlug ein Institut von EU, EAWU, Türkei vor mit Sitz in Wien, das sich das „Miteinander der Zivilisationen in EURASIA“ zum Thema macht, ähnlich dem International Institute for Applied Systems Analysis.

### Privates

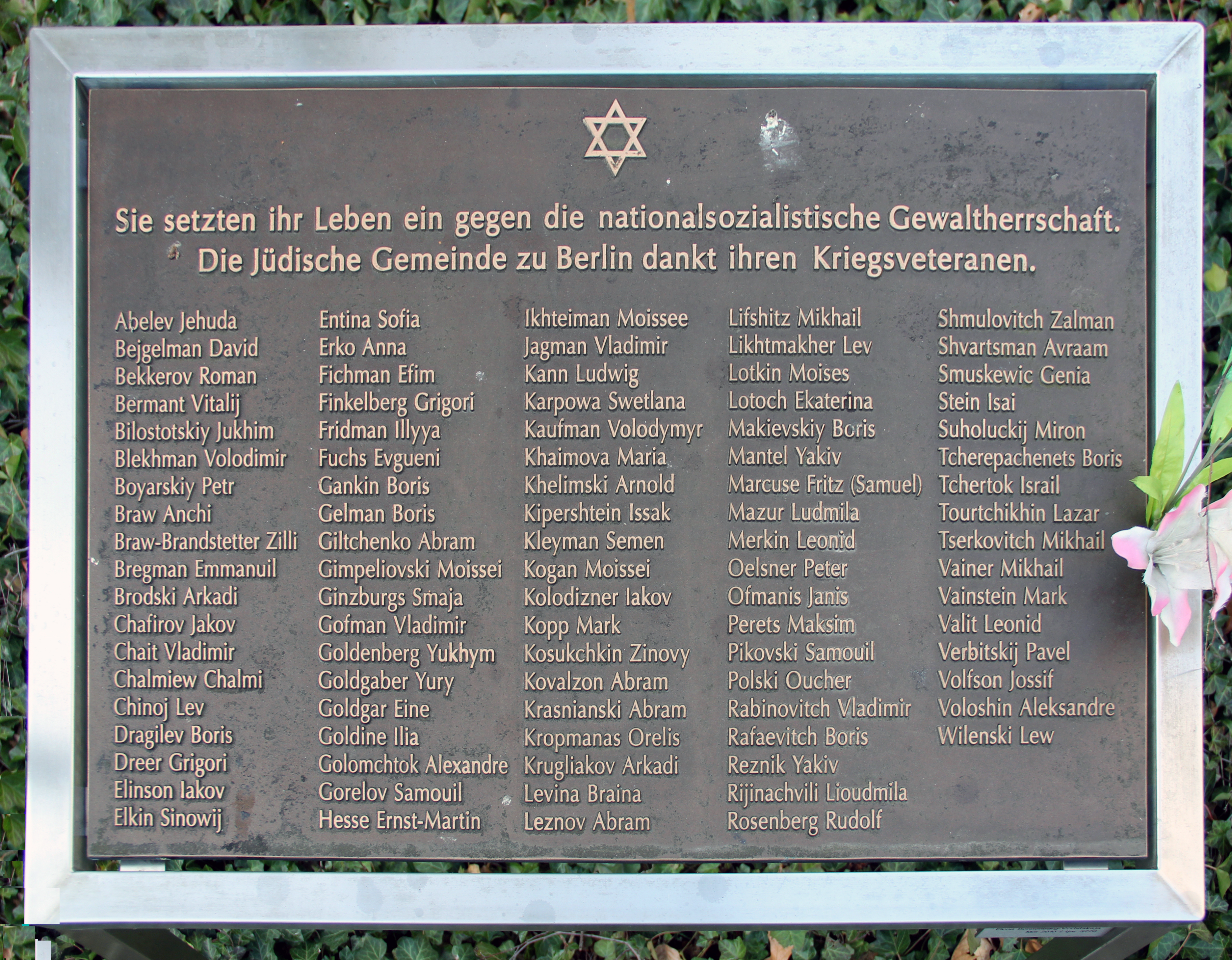
Ehrentafel in Charlottenburg

Bonnenberg war mit Elena Bonnenberg-Verbitskaja verheiratet. Für jüdische Kriegsveteranen stiftete er mit seiner Frau 2010 eine Ehrentafel am Jüdischen Gemeindehaus in Berlin.

## Ehrenämter
- 1985–1988 Mitglied im Advisory Board des Internationalen Instituts für angewandte Systemanalyse, Laxenburg
- 1985–1993 Senator der Blauen Funken, Köln
- 1997–2001 Special Trustee der University of Pittsburgh, befasst mit der Identifizierung und Betreuung von herausragenden Stipendiaten aus Osteuropa, finanziert von den Heinz Foundations.

## Mitgliedschaften
- Verein Deutscher Ingenieure
- Kerntechnische Gesellschaft
- Nuklearia e. V.
- Deutsche Gesellschaft für Auswärtige Politik
- Deutsch-Russisches Forum e. V., seit 2007 im Kuratorium
- Deutsch-Ukrainisches Forum e. V., Berlin
- Deutsch-belarussische Gesellschaft e. V.
- GEG Go East Generation e. V., Berlin
- Freunde der Hebräischen Universität Jerusalem in Deutschland e. V., seit 2013 im Vorstand[11]
- Christlich Demokratische Union Deutschlands
- IG Bergbau, Chemie, Energie
- QFC Qualifizierungsförderwerk Chemie der IG Bergbau, Chemie, Energie, seit 1999 in Beirat und Kuratorium

## Ehrungen

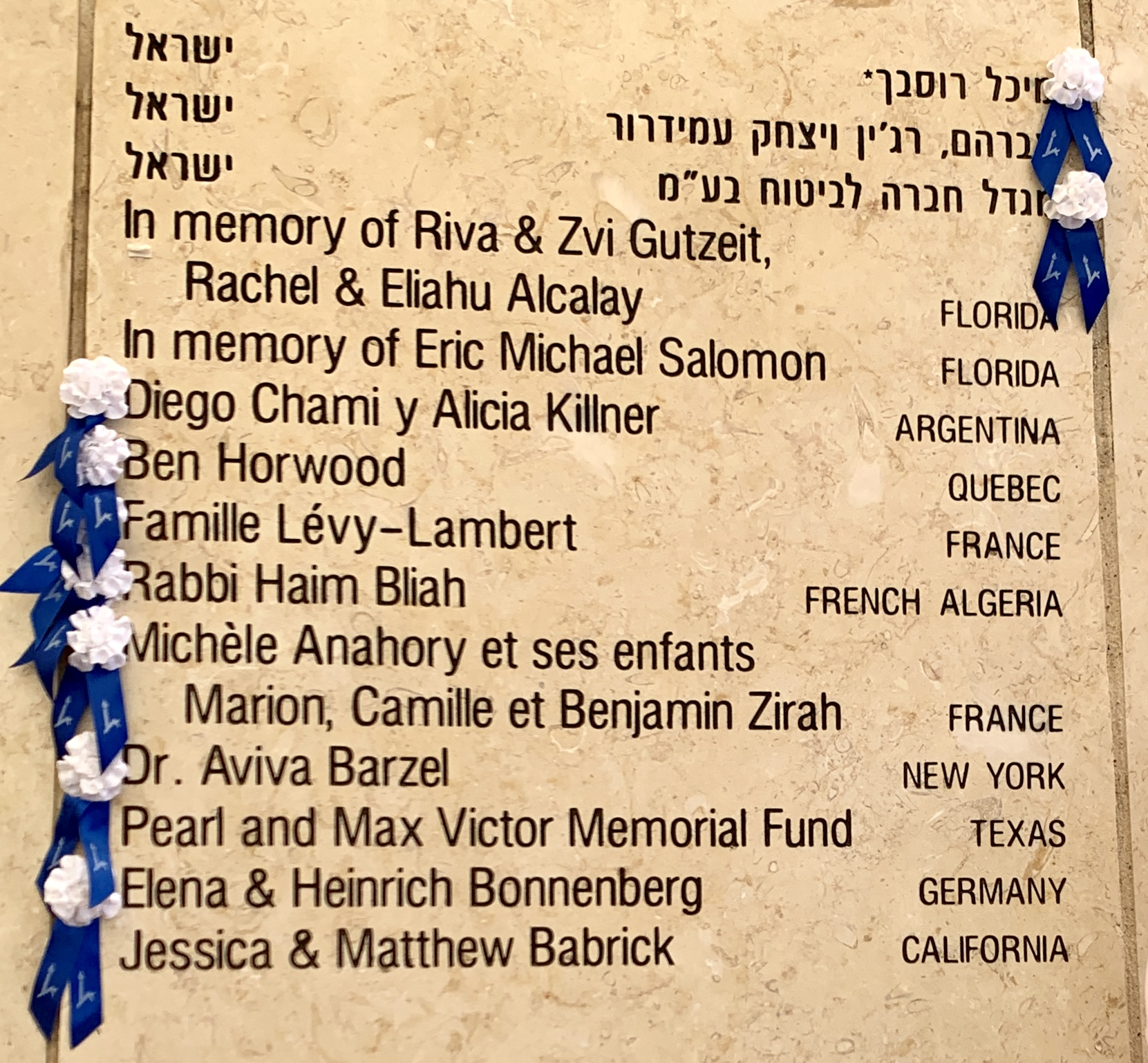
Wall of Life

- Bundesverdienstkreuz am Bande, für seine Verdienste um den sozialen Frieden in den Neuen Ländern (2004)
- Professor h. c. der St. Petersburg University of Humanities und Social Sciences, für seine Verdienste um die deutsch-russische Verständigung (2012)
- Associate Governor der Hebräischen Universität Jerusalem
- Ehrenmitglied der Berlin Lounge
- Bandverleihung des Corps Guestfalia Greifswald
- Würdigung von Elena & Heinrich Bonnenberg an der Wall of Life der Hebräischen Universität Jerusalem (2019)
- Europäischer Kulturpreis Pro Europa (2019), Laudator Tilo Braune